# 亞斯特魯比諾韋
47°30′0″N 31°23′41″E / 47.50000°N 31.39472°E
亞斯特魯比諾韋（烏克蘭語：Яструбинове），是烏克蘭的村落，位於該國南部尼古拉耶夫州，由沃茲涅先斯克區負責管轄，始建於1701年，面積2.57平方公里，海拔高度23米，2001年人口1,243，人口密度每平方公里483.1人。